# Rubini (singolo)
Rubini è un singolo del cantautore italiano Mahmood in collaborazione con la cantautrice Elisa, pubblicato il 27 agosto 2021 come sesto estratto dal secondo album in studio Ghettolimpo.

## Descrizione
Il brano, scritto e composto dal cantautore con Elisa Toffoli, racconta l’adolescenza di Mahmood rivista con gli occhi di un adulto: un momento travagliato in famiglia, le prime relazioni, le prime avventure con gli amici.

Mahmood ha parlato del processo creativo nato dalla traccia della cantautrice:

Elisa ha raccontato il significato della collaborazione:

## Promozione
Mahmood ha annunciato la diffusione del singolo nelle radio italiane il 27 agosto 2021.
La coppia di cantanti si esibisce con il brano ai SEAT Music Awards 2021 all'Arena di Verona.

## Classifiche
| Classifica (2021) | Posizione massima |
| ----------------- | ----------------- |
| Italia            | 31                |